# 普萊恩維尤 (北卡羅萊納州)
普萊恩維尤（英語：Plain View）是位於美國北卡羅萊納州桑普森縣的普查規定居民點。

## 人口
根據2020年美國人口普查的數據，普萊恩維尤的面積為43.22平方千米，當中陸地面積為43.13平方千米，而水域面積為0.09平方千米。當地共有人口1923人，而人口密度為每平方千米44.49人。